# Norbert Grund
Norbert Grund est un peintre né à Prague le 4 décembre 1717, mort le 17 juillet 1767 à Prague dans le quartier de Malá Strana.

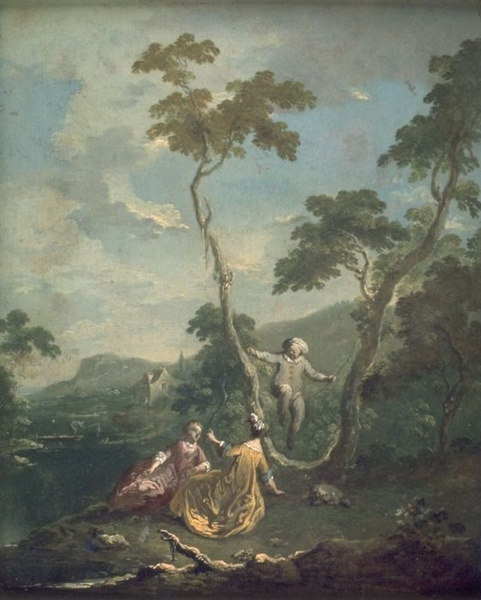
L'été

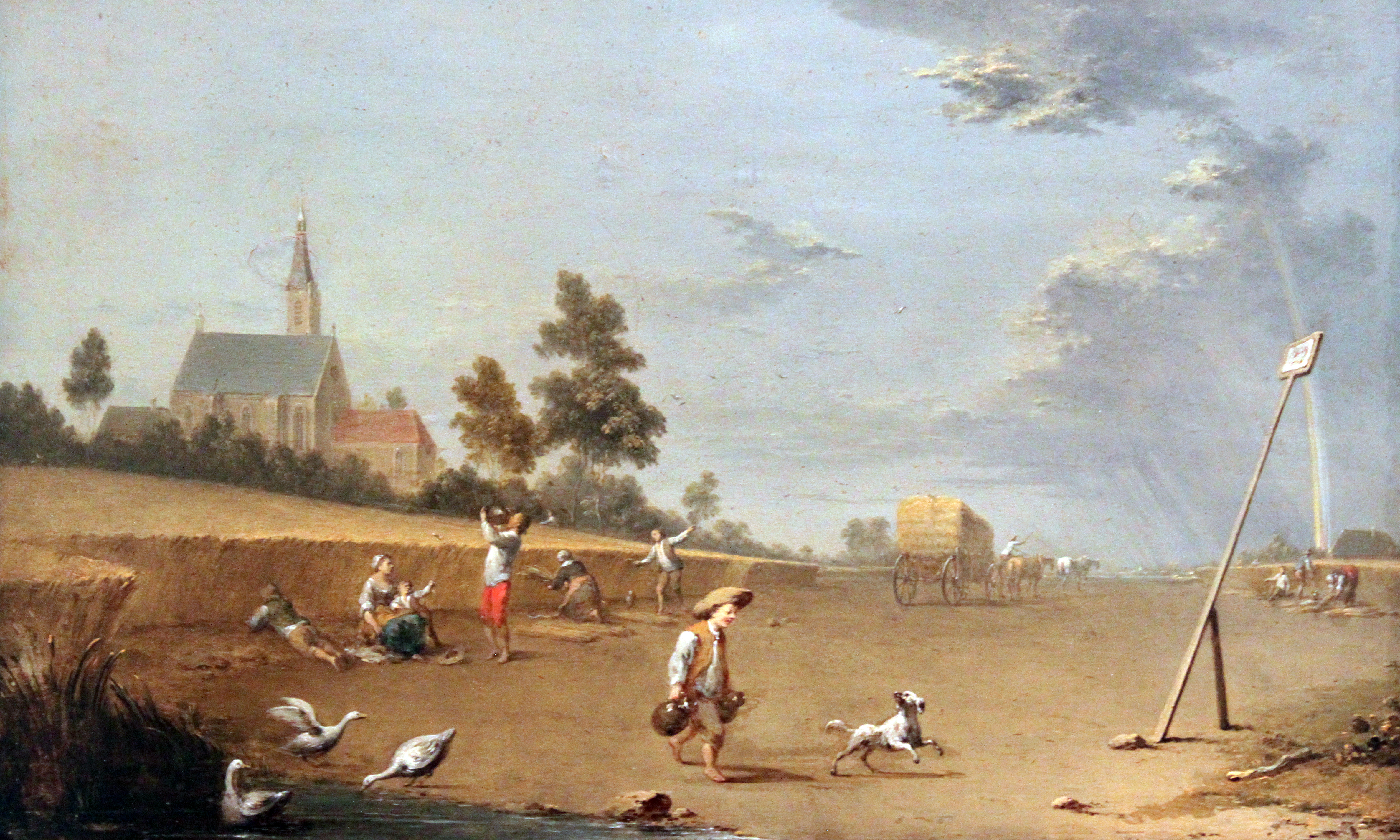
La moisson, Germanisches Nationalmuseum, 1750